# Suzanne Lloyd

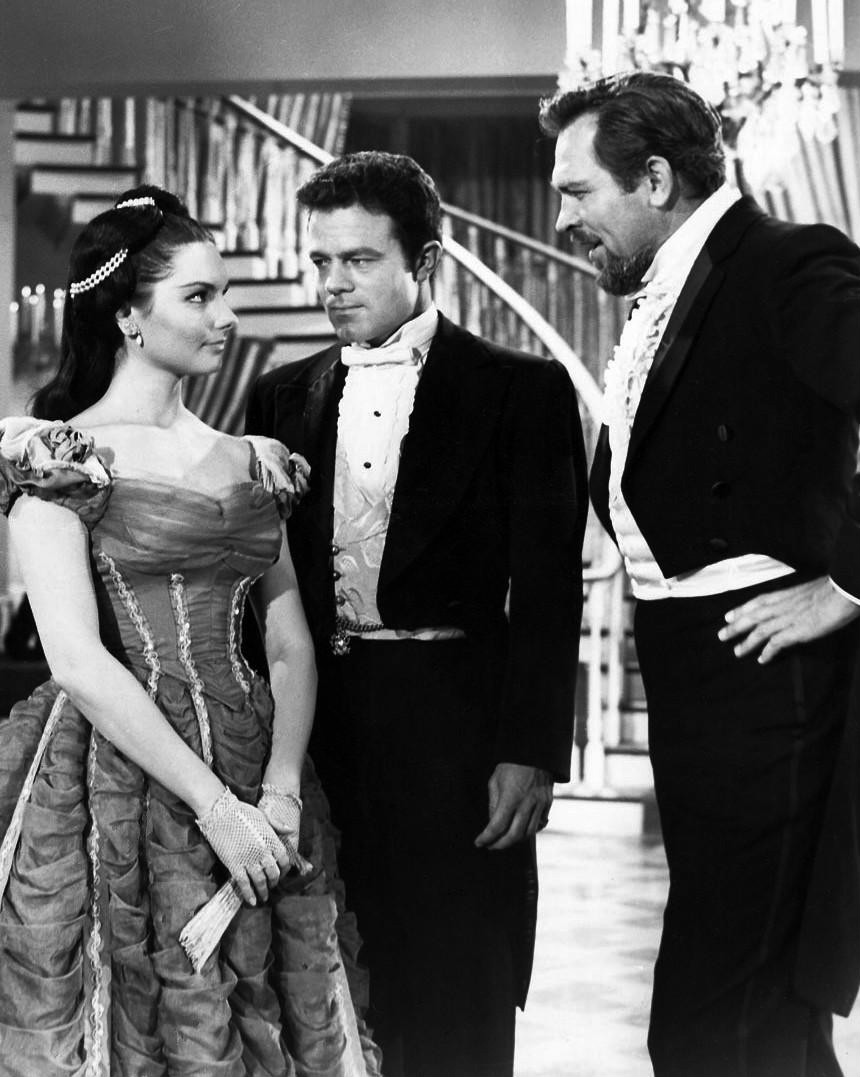
Suzanne Lloyd (links) in der Fernsehserie "Tales of Westfargo"

Suzanne Lloyd (* 11. November 1934 in Toronto, Ontario) ist eine kanadische Schauspielerin.

## Leben
Suzanne Lloyd wuchs in ihrer Geburtsstadt Toronto auf, ehe sie für den Besuch einer Universität nach Kalifornien zog. Ihren Abschluss absolvierte sie am Pasadena Junior College.
Lloyd gab ihr Schauspieldebüt 1958 in einer Folge der Fernsehshow Lux Playhouse. Bekanntheit erlangte sie in den folgenden Jahren vor allem durch ihre Auftritte in zahlreichen Fernsehserien. Hierzu zählt die Twilight Zone-Episode Perchance to Dream sowie einzelne Folgen von Tausend Meilen Staub, Rauchende Colts, Bonanza und dutzende weiterer Rollen in Serien, die zumeist dem Western- oder Krimigenre angehören. In Simon Templar verkörperte Lloyd zwischen 1964 und 1968 in insgesamt sechs Folgen sechs verschiedene Charaktere.
Als Filmschauspielerin war Lloyd unter anderem 1960 in der starbesetzten Komödie Pepe – Was kann die Welt schon kosten in der Rolle der Carmen zu sehen. Ab den 1970er Jahren wurden ihre Auftritte in Film und Fernsehen seltener, ehe sie sich 2017 nach einem Gastauftritt in Schatten der Leidenschaft ganz aus der Schauspielerei zurückzog.
Suzanne Lloyd heiratete 1953 den Fernsehproduzenten und Regisseur Allan A. Buckhantz. Die Ehe wurde geschieden. Ihre zweite Ehe mit Buddy Bregman dauerte von 1961 bis zur Scheidung 1988 an. Die gemeinsame Tochter ist die Schauspielerin Tracey Bregman.

## Filmografie (Auswahl)
- 1959: Twilight Zone (Fernsehserie, eine Folge)
- 1959: Tausend Meilen Staub (Rawhide; Fernsehserie, eine Folge)
- 1959/1961: Rauchende Colts (Gunsmoke; Fernsehserie, zwei Folgen)
- 1960: Sieben Wege ins Verderben (Seven Ways from Sundown)
- 1960: Pepe – Was kann die Welt schon kosten (Pepe)
- 1961: Bonanza (Fernsehserie, eine Folge)
- 1964: Ein gewisser Mr. Maddox (Who Was Maddox?)
- 1964–1968: Simon Templar (Fernsehserie, sechs Folgen)
- 1965: Mit Schirm, Charme und Melone (The Avengers), (Fernsehserie, Folge: Das Mörder institut)
- 1965: The Return of Mr. Moto
- 1966: That Riviera Touch
- 1967: Champagner-Mörder (Le scandale)
- 1974: Andersons Rache (Mousey; Fernsehfilm)
- 2017: Schatten der Leidenschaft (The Young and the Restless; Fernsehserie, eine Folge)